# Mario García Torres
Mario García Torres (nacido en 1975 en Monclova, México) es un artista visual y conceptual. Ha utilizado varios medios, incluidos el cine, el audio, la actuación, las "instalaciones museográficas" y el video como medio para crear su arte.
García Torres ha mencionado frecuentemente historias no contadas o “menores”, como puntos de partida en su trabajo. Ha recreado exposiciones históricas e incluso ha "completado" trabajo de arte inconclusas, frecuentemente desdibujando el original y la recreación, el pasado y el presente, mientras cuestiona las ideas universales sobre la verdad, la certeza y el tiempo, todas ideas centrales en el desarrollo de su cuerpo de obra. A principios de la década 2000, García Torres dejó de fechar su trabajo; al hacerlo, socava la narrativa de una obra y carrera como una evolución lineal en el tiempo. La abreviación “s/f” (sin fecha) aparece a menudo al final del título de cada obra, y se ha convertido en un tipo de firma del artista.
Su trabajo ha sido expuesto en el Museo Nacional Centro de Arte Reina Sofía, Madrid; Art Walker Center (Centro de Arte Walker) en Minneapolis, Hammer Museum (Museo Hammer) en Los Ángeles y Stedelijk Museum Amsterdam (Museo Stedelijk) en Ámsterdam, entre muchos otros. Ha participado en bienales internacionales como la Bienal de Venecia, la Bienal de Sao Paolo y la Documenta de Kassel. Su obra forma parte de las colecciones del MoMA (Museo de Arte Moderno) de Nueva York; los Museos Solomon R. Guggenheim; la Tate Modern de Londres; y el Centre Pompidou de París.
García Torres vive y trabaja en la Ciudad de México.
 

## Biografía
Mario García Torres nació en Monclova (México) en 1975. El interés de García Torres por el arte comenzó desde muy joven, ya que acompañaba a su madre en el museo de su ciudad natal, donde ella se ofreció como guía voluntaria. Recibió su Licenciatura en Artes de la Universidad de Monterrey en México en 1998. Mientras estudiaba en Monterrey, comenzó a interesarse por el arte conceptual. García Torres citó a un grupo de sus profesores que estaban vinculados con el expresionismo abstracto estadounidense como una influencia en esa dirección. Antes de continuar sus estudios en los Estados Unidos y obtener su Maestría en Artes por el California Institute of the Arts en 2005, como becario Fulbright, el artista trabajó como "curador de artes electrónicas" en el Museo Carrillo Gil en la Ciudad de México. En 2007 recibió el Premio Cartier en la Frieze Art Fair. Es miembro de la Junta de Artistas de SOMA, una organización educativa en la Ciudad de México.
 

## Obra temprana
En las obras que primero atrajeron atención el artista negociaba eventos oscuros asociados con el arte conceptual de las décadas de 1960 y 1970, con el uso de una variedad de medios. Sus primeros trabajos, basados en eventos pasados en torno a la historia del arte conceptual, intentaron crear nuevas ideas y significados a través de ellos. García Torres utilizó hechos menores para la creación de sus relatos, pues consideró que "algunos de ellos aún tienen el potencial de suscitar interrogantes tanto sobre su propia naturaleza, como sobre la historiografía".
En "En algunos lugares que había visto antes de mudarme a Los Ángeles", presenta ubicaciones alrededor de Los Ángeles, California en un intento de reproducir la imagen que tenía sobre esa ciudad, basada en lo que había visto en películas u obras de arte conceptual. Su primera exposición individual en los Estados Unidos presentó "Lo que sucede en Halifax, se queda en Halifax". Esa pieza se desencadenó durante una conversación sobre conceptos de arte con Jan Mot, y se inició como un proyecto de investigación histórico que cubría un proyecto de arte llevado a cabo en 1969 y que fue asignado a los estudiantes de la clase de David Askevold en Nova Scotia College of Art and Design (Escuela de Arte y Diseño de Nueva Escocia) en Canadá, por el artista norteamericano Robert Barry. La obra de García Torres consistió en un diaporama en blanco y negro donde produjo una reunión de la Clase de Proyectos de 1969.
”Aventuras en Share-e-Nau (Un treatment fílmico)” de García Torres fue el primer intento del artista de acercarse a la vida y obra del artista italiano Alighiero Boetti, creando una serie de historias ficticias, impresas sobre papel térmico de fax, en las cuales se describía el viaje imaginario de García Torres en Kabul, Afganistán.
El proyecto requeriría siete años de investigación y la producción de una serie de obras. "¿Alguna vez has visto la nieve caer?" es un diaporama de 50 minutos de fotografías de Kabul, tomadas por fotógrafos anónimos y acompañadas de sonido.  Con "Té", García Torres documenta en una película su viaje a One Hotel, el hotel operado por Alighiero Boetti en Kabul, explorando aún más su conocimiento de Kabul y Boetti mientras aborda el clima político el cual era tenso en su propio país. Esta fue una parte importante de su contribución a la Documenta 13, en Kassel, Alemania.
Con “No sé si esta sea la causa” (Je ne sais si c'en est la cause) y "Lo que no te mata, te hace más fuerte", García Torres documentó dos obras producidas años atrás por otros artistas: Museum of Moderna Art Syros de Martin Kippenberger y los mosaicos in situ de Daniel Buren en St. Croix, en las Islas Vírgenes. Su obra "Mis dias en Westphalia" es una road movie que contiene hechos ficticios de la desaparición de cuatro días del tráiler de Michael Asher, que se había presentado en la muestra Skulptur Projekte Münster desde 1977.
"Unspoken Dailies", es un largometraje de 66 minutos que muestra al actor Diego Luna leyendo por primera vez el guion de la película escrita por García Torres mientras se filmaba en el estudio de un artista en la Ciudad de México.
 

## Monólogos y Conferencias
En 2007, García Torres creó lo que se convertiría en el primero de una serie de monólogos teatrales. Alan Smithee, el seudónimo que los directores usaban para quitar su crédito de los proyectos con los que no estaban satisfechos, está personificado en "No soy un perdedor". La obra es un monólogo que García Torres coescribió con el filósofo Aaron Schuster, y es un esfuerzo por discutir conceptos creados e inventados. "No soy un perdedor" se presentó por primera vez como una pieza teatral en Londres donde interpretaba al personaje. Años más tarde se presentó como obra de vídeo en Hammer Museum en Los Ángeles, donde David Dastmalchian realizó el monólogo.
En 2015, inspirado por Seth Siegelaub, un comisario, galerista y editor independiente que influyó en el surgimiento del arte conceptual en la década de 1960, el artista coescribió con Alan Page "La causalidad de la indecisión” (The Causality of Hesitance). Centrado en el interés de Siegelaub por las teorías sobre el tiempo, este performance provocador de pensamientos, abarca una variedad de temas, desde la psicología de la vacilación hasta los aspectos contradictorios del progreso económico. "La paradoja de la cordialidad" es un discurso performativo llevado a cabo por un actor y una tortuga robótica, que aborda dos paradojas filosóficas -nociones conceptuales en los fundamentos de las matemáticas- y las anima en el personaje a través de una narración anecdótica que relata cambios en la vida, momentos y encuentros. La pieza es "una operación continua que podría haber sido un tratado filosófico o la charla de una mente confundida", según Noemi Smolik.
En 2012, García Torres presentó una versión de "Alguna vez has visto la nieve caer?", como parte de la serie "Artists on Artists" en Dia Art Foundation en Nueva York. La conferencia se convirtió luego en una presentación de diapositivas presentada posteriormente en el Museo Nacional Centro de Arte Reina Sofía de Madrid, y luego se convirtió en una parte fundamental de la contribución del artista a Documenta 13, Kassel.
"Cinco pies de altura y subiendo” (Five Feet High and Rising), es una pieza en forma de conferencia donde García Torres rastrea la historia cultural, un tanto esotérica, de los ríos. La pieza, que también existe como instalación presentada en la Bienal de Sharjah en los Emiratos Árabes Unidos en 2017, traza y fusiona diferentes historias de movimiento, migración y fragmentación mientras navega a través de una combinación de imágenes y música popular que hacen referencia a pequeñas y largas vías fluviales En 2013, García Torres dio una breve conferencia en la que argumentó en contra del uso de la palabra "Latinoamérica", en el contexto de Art Basel Miami Beach.
Como parte de su participación en "An Inquiry: Modes of Encounter", exposición en el Times Museum, en Guangzhou, China, en 2019, el artista escribió "Si tan solo pudiera pensar en las palabras correctas”, un monólogo para un personaje de Inteligencia Artificial. . El proyecto se realizó en colaboración con la empresa tecnológica china Sogou. En la obra en video, el avatar habla al azar como si la hubieran dejado sola en una transmisión de noticias de televisión en vivo.
Otras conferencias que se consideran obras de arte son "Like You, I Dig, I Dig In, I Dig Into, and I Dig Up Art Too" presentada en un simposio organizado por LUMA Westbau en Zúrich, Suiza, y “Demostraciones practicas de sistemas cuánticos únicos como mecanismos para producir resonancias atmosféricas territoriales”, una “conferencia performática” realizada en colaboración con el artista y músico Sol Oosel, y presentada en la Torcuato di Tella University, en Buenos Aires, Argentina.
 

## Ensayos Museográficos
En 2014 García Torres comenzó a crear lo que llamó "ensayos museográficos"; grandes instalaciones en las que se incluyen un número muy diverso de objetos y soportes. "R.R. y la expansión de los trópicos" es una narración de las últimas tres décadas en el sur de Florida, que combina elementos sobre problemas sociales en el área, el cambio climático y el artista norteamericano Robert Rauschenberg. Una obra anterior de este tipo fue su contribución a la Bienal de Berlín de 2014, para la que exhibió una gran cantidad de elementos en una sala subterránea del Museo Etnolgógico (Ethnologistches Museum) en torno a la obra y el legado del músico Conlon Nancarrow. "A mí me suena a aislamiento" también incluyó una colaboración con el pianista berlinés Nils Frahm.
"La fiesta fue ayer (pero nadie la recuerda)" fue una ambientación creada por García Torres donde se rememoraba los hechos que conformaron el poco conocido Museo Dinámico en México -que no debe confundirse con la iniciativa del mismo nombre en Dakar, Senegal) se recuperaron a lo largo de la exhibición de obras de arte originales de nueva creación y documentos de la época. Durante la década de 1960, Manuel Larrosa y Miguel Salas Anzures crearon lo que se dice es el primer museo de arte contemporáneo en México, transformando una serie de casas no-conformistas diseñadas por Larrosa en espacios de exhibición efímeros. Las exposiciones incluyeron tanto intervenciones de directores de cine y teatro de vanguardia de la época como Alejandro Jodorowsky y Juan José Gurrola, así como obras de destacados artistas de esos años como Manuel Felguerez, Lilia Carrillo y Vicente Rojo.
Para "Las extrañas cosas que ven mis ojos" el artista creó una exposición en las ruinas de un edificio utópico diseñado y construido en la década de 1980 por el arquitecto Agustín Hernández Navarro en Santa María Ahuacatitlán, México. Al ingresar al espacio abandonado, los visitantes se encontraron con una escena en donde una serie de objetos, elementos que originalmente habían sido parte del edificio mismo, transformados en bronce. Considerado por el artista como "un marco conceptual", la obra constituyó una sutil intervención que suspendió las nociones de percepción y las leyes de la física. El proyecto impulsó a la galería alemana Neugerriemschneider a abrir un espacio satélite temporal en México para esa muestra.
 

## Música
Aunque no se considera compositor, la música ha tenido una presencia recurrente en la práctica de García Torres en las últimas dos décadas. Según Caroline Dumalin, el artista "utiliza el sonido para transmitir ideas y también examina su circulación, explorando las circunstancias sociales y geopolíticas que han influido en su particular resonancia en un momento y lugar determinados". En 2004 publicó lo que sería su primera iniciativa de este tipo titulada "I Promise Every Time" –una colaboración con el músico mexicano Mario López Landa, que fue lanzada por White Cube Gallery en Compact Disc. Es la versión musical de una obra más antigua, que consiste en un voto escrito en el que el artista se comprometía a "dar lo mejor de sí como artista".
A partir de entonces, pasó a colaborar con una larga lista de músicos, con el fin de grabar música para películas e instalaciones, asumiendo a menudo el papel de letrista y productor. Algunas de las obras de García Torres que cuentan con música original son "Té", "No sé si esa sea la causa", "El dia que la civilización desparecio", "La disyunción del tiempo ", "Il auriat bien pu le premettre aussi" y "El silencio se está adelgazando aquí". Se han publicado como EP o LP algunos trabajos que incluyen varios temas cada uno: "Um Cabo La, Um Porto Ca" (2013), "El complot Schlieren" (2015), "Nosotros hacemos el clima” (We Make the Weather) (2014) y "El silencio se está adelgazando aquí" (2018).
En 2019, García Torres presentó "Cayendo juntos en el tiempo", un videoensayo donde el artista explora los temas de la coincidencia y la casualidad, entretejiendo un incidente de 1981 que involucró a Mohammad Ali y el desarrollo de una serie de canciones populares en torno al hit de Van Halen de 1983, "Jump". En el video de 2004 "Les llaman Border Blasters" el artista también había utilizado una canción popular "Mexican Radio" de Wall of Voodoo "para hacer evidente el contexto social y político de los estados del norte de México" a través de la música.
 

## Retrospectivas de media carrera
En 2016 se llevó a cabo una revisión de media carrera de la obra de García Torres  en el Museo Rufino Tamayo y en otras tres sedes de la Ciudad de México. En teoría, las obras de la muestra se exhibían en el área geográfica que abarcaría si se superpusiera el Museo de Arte Sacramento -un "museo sin paredes" en el estado de Coahuila, México, concebido por el artista entre 2002 y 2004- sobre un sector de la ciudad. Según Leslie Moody Castro, "Dentro de esta exposición fantásticamente compleja, García Torres desdibuja cualquier estándar con respecto al tiempo lineal o el espacio funcional, y en última instancia ofrece una oportunidad para reconsiderar nuestra comprensión de la realidad". "Caminemos juntos" fue curada por Sofia Hernádez Chong -Cuy.
“Ilusión me trajo aquí” la primera retrospectiva estadounidense del artista realizada en el Walker Art Center, Minneapolis, en 2018, destacó al artista como investigador y narrador, explorando los impulsos que produce el pensamiento artístico. Abarcando las galerías, la Bentson Mediatheque y el Walker Cine, la muestra presentó 45 obras creadas en las últimas dos décadas, así como instalaciones específicas del sitio concebidas exclusivamente para el museo. La muestra viajó el año siguiente al centro de arte Wiels en Bruselas, donde el artista mexicano presentó, entre otras obras, su propia versión abreviada de la retrospectiva: una nueva pieza sonora titulada "El silencio se está adelgazando aquí" (nd), compuesta por voces y bandas sonoras de sus trabajos anteriores. “Ilusión me trajo aquí” fue comisariada por Vincenzo de Bellis y Caroline Dumalin.
En 2021 se inauguró “La poética del regreso” en el Museo de Arte Contemporáneo de Monterrey (MARCO), en México. Comisariada por Taiyana Pimentel, la exposición estableció un paralelismo entre las prácticas posconceptuales e inmersivas en la construcción histórica por las que García Torres ha sido conocido, y presentó seis nuevos cuerpos de obra creados específicamente para la exposición: “Esto es una Escultura” -la recreación de un enorme cartel anunciando una influyente discoteca de vanguardia en Monterrey de la década de los 90, el Kokoloco-; una serie de pinturas coloridas donde se escriben spoilers de películas; una performance silenciosa y casi inmóvil donde “Xoco, el niño que le gustaba aburrirse” es el único personaje, y la conferencia performática “We Shall Not Name This Feeling” en colaboración con el músico y artista Sol Oosel.
 

## Pandemia de COVID-19
Durante la pandemia de COVID-19, García Torres realizó una exposición que nadie, más que una sola persona podía visitar físicamente, en el Museo Colección Jumex en la Ciudad de México. Una transmisión en vivo diaria transmitía la imagen de la galería durante el horario normal del museo mientras el artista hacía uso del espacio como estudio privado para crear nuevos trabajos. "Solo" se produjo en respuesta al cierre temporal de las instituciones culturales en ese momento y los cambios abruptos en la producción de los artistas como resultado de la pandemia mundial de ese año. La exposición fue un medio para que el artista reconsiderara la relación entre el artista, el estudio, el público y la institución durante la pausa de las exposiciones en todo el mundo. Las obras producidas por Mario García Torres en “Solo” se presentaron posteriormente en su galería de Berlín, Neugerriemschneider, y también como presentación individual de la versión en línea de FIAC de ese año. Al mismo tiempo, el artista impulsó una iniciativa conocida como Museos Uno en Uno, que consistía en permitir el ingreso de visitantes individuales a museos en México a través de un sistema de reserva en línea. El programa comenzó en los Museo Frida Kahlo y Anahuacalli en la capital del país.
En septiembre de 2021 se presentó en la sección Unlimited de Art Basel, en Suiza, “Debió haber sido un martes” obra de García Torres que consiste de 164 fotocopias tamaño carta pegadas sobre lino sobre bastidores que equivalen a la cantidad de días que el estudio del artista estuvo cerrado durante el primer confinamiento por la pandemia en la Ciudad de México. El trabajo comienza con una página en blanco donde está escrito el texto 'Cerrado temporalmente' y que el artista colocó en la puerta de su estudio. La segunda pieza es una fotocopia del letrero original y todas las piezas siguientes repiten el acto de hacer frente y pegarlo en la puerta del estudio todos los días hasta que se pueda reabrir el estudio. La creciente distorsión que produce la máquina hace que el texto se vuelva progresivamente ilegible dando como resultado la fragmentación paulatina del mensaje y la creación de una composición abstracta.
 

## Curatorial
Una práctica curatorial ha aparecido esporádicamente en el trabajo de Mario García Torres a lo largo de su carrera. Sus primeros ejercicios conocidos ocurrieron en 1999 en Monterrey, donde curó “Fit Inn”, una exposición colectiva organizada en un hotel económico del centro de la ciudad. Como curador institucional en el Museo Carrillo Gil de la Ciudad de México curó presentaciones individuales de Iñaki Bonillas, Olía Lialina y Arcángel Constantini; una serie de exposiciones que involucraron sonido, video y net.art como “nuevapropiedadcultural.html” y “CTRL+C / CTRL+V”; así como una gran exposición colectiva titulada “Las inconveniencias son temporales, las mejoras son permanentes” lo que sucedió simultáneamente con la renovación del piso del museo que ocupaba la muestra.  En 2002, curó una muestra colectiva en la OPA (Oficina de Proyectos de Arte) en Guadalajara, que era parte esencial del FITAC (Foro Internacional de Arte Contemporáneo) que había organizado en la Ciudad de México ese mismo año. En 2008, curó "El título de esta muestra es una lista que incluye las fechas en que se realizó por primera vez cada una de las obras expuestas, las fechas en que algunos de ellos fueron rehechos por los artistas y las fechas en que se mostraron por última vez " en Jan Mot, Bruselas, que incluía obras de Stephen Kaltenback, William Anastasi, Eduardo Costa y Dan Graham. La obra de David Askevold, Alighiero Boetti, Luis Camnitzer, Barry Le Va y Francesc Torres fue comisariada por García Torres en 2010 en una exposición celebrada en Elba Benítez de Madrid. Habitando un espacio borroso entre el trabajo curatorial y su propio trabajo, durante 2017 el artista presentó “La fiesta fue ayer y nadie recuerda nada”, una presentación en torno al efímero Museo Dinámico de principios de la década de 1960 en Archivo; y un maratón de películas de 8 horas en el Massimo Cinema de Turín como parte de su exposición individual en la Galería Franco Noero. En 2020 fue comisario de “El último inquilino”, una exposición de obras de arte y diseño coleccionable para la galería MASA en la Ciudad de México.

## Lista de exposiciones
García Torres ha expuesto su trabajo en innumerables museos y bienales de todo el mundo, tanto en exposiciones individuales como colectivas.

### Selección de exposiciones Individuales
- Stedelijk Museum, Ámsterdam, Países Bajos (2007)
- Kunsthalle Zürich, Zúrich (2008)
- Instituto Wattis de Arte Contemporáneo, San Francisco, Estados Unidos (2009)
- Fundación Joan Miró, Barcelona, España (2009)
- Museo Nacional Centro de Arte Reina Sofía, Madrid, España (2010)
- Museo Madre, Nápoles, Italia (2013)
- Museo Hammer, Los Ángeles (2014)
- Focus: Mario García Torres, Museo de Arte Moderno de Fort Worth, Estados Unidos (2015)
- Walker Art Center, Minneapolis (2018)
- Wiels, Bruselas (2019)
- Museo Jumex, Ciudad de México (2020)
- Museo de Arte Contemporáneo de Monterrey, Monterrey(2021)

### Selección de exposiciones Colectivas y Bienales
- 52.ª Bienal de Venecia, Venecia, Italia (2007)
- Bienal de Taipéi, Taipéi, Taiwán (2010)
- 29 Bienal de Arte de São Paulo, São Paulo, Brasil (2010)
- dOCUMENTA (13), Kassel, Alemania (2012)
- Bienal del Mercosur, Porto Alegre, Brasil (2013)
- Bienal de Berlín, Berlín, Alemania (2014)
- Manifesta 11, Zúrich (2016)
- Desert X, Palms Springs (2023)

## Colecciones Públicas
- Museo de Arte Moderno, Nueva York
- Museo de Arte Moderno de París, Francia
- Centro de Arte Walker, Minneapolis
- Centro Pompidou, Francia
- Guggenheim, Nueva York
- Museo Hammer, Los Ángeles
- Museo Stedelijk de Ámsterdam, Países Bajos
- Tate Modern, Londres, Reino Unido
- Museo Centro Nacional de Arte Reina Sofía, Madrid
- Museo Universitario de Arte Contemporáneo, Ciudad de México, México
- Museo Rufino Tamayo, Ciudad de México, México

## Publicaciones Monográficas
Mario García Torres. La ilusión me trajo aquí. Editado por Vincenzo de Bellis y Caroline Dumalin con contribuciones de Sophie Berrebi, Julia Bryan-Wilson, Rulo David, Vincenzo de Bellis, Caroline Dumalin y Tom McDonough. Publicado por Walker Art Center, Wiels, Koenig Books, Londres.
Mario García Torres: un cuento de llegada. Editado por Daniela Zyman y Cory Scozzari. Contribuciones de Armen Avanessian, Daniel Garza-Usabiaga, Carl Michael von Hausswolff, Anke Hennig, Chus Martínez, Eva Wilson, Daniela Zyman. Publicado por TBA21, Viena y Sternberg Press.
Mario García Torres. Caminar juntos Editado por Sofía Hernández Chong Cuy con aportes de Luis Jorge Boone y Mario. Publicado por INBAL
Mario García Torres Algunas preguntas sobre la vacilación a la hora de elegir entre llevar una botella de vino o un ramo de flores (100 notas - 100 pensamientos). Publicado por Hatje Cantz
Mario García Torres Fecha de vencimiento. Publicado por Kadist.

## Representación
El trabajo de  Mario García Torres está representada por Neugerriemschneider, Berlín; Jan Mot, Bruselas; Galería Franco Noero, Turín; y Taka Ishii Gallery, Tokio.